# Enfant Terrible (film)
Enfant Terrible  egy 2020-es német film, amelyet Oskar Roehler rendezett és  Klaus Richter írt.

## Tartalom
A film Rainer Werner Fassbinder életéről szól.

## Fordítás
- Ez a szócikk részben vagy egészben  az   Enfant Terrible (Film) című német Wikipédia-szócikk fordításán alapul.  Az eredeti cikk szerkesztőit annak laptörténete sorolja fel. Ez a jelzés csupán a megfogalmazás eredetét és a szerzői jogokat jelzi, nem szolgál a cikkben szereplő információk forrásmegjelöléseként.